# Lethrinus scoparius
Đừng nhầm lẫn với Lethrus scoparius, một loài bọ cánh cứng.
Lethrinus scoparius là một loài cá biển thuộc chi Lethrinus trong họ Cá hè. Loài này được mô tả lần đầu tiên vào năm 1908.

## Phân loại
L. scoparius trước đây được xem là một danh pháp đồng nghĩa của Lethrinus nebulosus. Nhờ vào phương pháp tiếp cận hợp nhất đa loài bằng cách sử dụng locus DNA nhân và DNA ty thể, các nhà ngư học phát hiện quần thể L. scoparius được phân bố ở Nam Phi (từ phía bắc KwaZulu-Natal trải dài về phía nam) và chồng lấn phân bố với L. nebulosus ở Nam Mozambique.

## Mô tả
L. scoparius có ít vệt xanh trên cơ thể hơn L. nebulosus. Khi trong tình trạng căng thẳng, cả hai loài đều xuất hiện thêm các vệt sọc dọc ở hai bên lườn. Cá con L. scoparius có màu vàng ở đầu và lưng.